# Regola della torta
La regola della torta, a volte chiamata regola dello scambio e spesso riferita in italiano col motto "chi taglia non sceglie", è una meta-regola utilizzata nella strategia astratta dei giochi da tavolo come Hex e Havannah.  Può essere enunciata come segue:
- Dopo che il primo giocatore fa la sua prima mossa, il secondo giocatore ha l'opzione di:
  - Lasciare quella prima mossa come valida, nel qual caso il secondo giocatore muove immediatamente dopo, oppure
  - Invertire i ruoli, nel qual caso il secondo giocatore diventa il primo, ed il "nuovo" secondo giocatore fa la sua "prima" mossa. In effetti il secondo giocatore diventa il primo, ed è come se la prima mossa fosse loro; il gioco procede da quella nuova mossa d'apertura con i nuovi ruoli invertiti.

La regola prende il nome dal popolare metodo "dividi e scegli"  per assicurare imparzialità tra due persone; una persona taglia la torta in due parti, l'altra sceglie quale parte mangiare. La persona che taglia la torta, essendo a conoscenza del fatto che l'altra persona sceglierà la "metà maggiore" cercherà di rendere la divisione quanto più onesta possibile.
Questa regola agisce come fattore di normalizzazione in giochi dove potrebbe esserci un vantaggio della prima mossa; poiché per il gioco Hex esiste una prova matematica certa per la vincita del primo giocatore che muove, la "regola della torta" dà tecnicamente al secondo giocatore la possibilità eventuale di vincere (a seconda che questi decida di invertire i ruoli o no), ma il risultato pratico è che il primo giocatore sceglierà una mossa non troppo forte né troppo debole, ed il secondo giocatore dovrà decidere se appropriarsi del "vantaggio della prima mossa" sia vantaggioso o meno.